# Die Kleptomanin
Die Kleptomanin (Originaltitel Hickory Dickory Dock) ist der 47. Kriminalroman von Agatha Christie. Er erschien zuerst am 31. Oktober 1955 im Vereinigten Königreich im Collins Crime Club und in den USA Dodd, Mead and Company im November desselben Jahres unter dem abweichenden Titel Hickory Dickory Death. Der Scherz Verlag veröffentlichte die deutsche Erstausgabe 1958 in der Übersetzung von Dorothea Gotfurt. Dort erschien auch die bis heute verwendete Neuübersetzung von Jürgen Ehlers.
Es ermittelt Hercule Poirot in seinem 26. Roman. Der Roman ist insoweit bemerkenswert, als Poirots tüchtige Sekretärin, Miss Felicity Lemon, eine Rolle spielt, eine Person, die dem Leser bisher nur aus Kurzgeschichten bekannt ist.

## Einführung
Das Auftreten einer scheinbaren Kleptomanie in einem Studentenwohnheim ist normalerweise nicht die Art von Verbrechen, die das Interesse von Poirot weckt. Aber als er die bizarre Liste der Gegenstände sieht, die entweder gestohlen oder zerstört worden sind – ein Stethoskop, ein paar Glühbirnen, eine alte Flanellhose, eine Pralinenschachtel, ein zerschnittener Rucksack, etwas Borsäure und ein Diamantring, der später wiedergefunden wird – gratuliert er der Heimleiterin, Mrs. Hubbard, zu einem einzigartigen und wunderschönen Problem. Es dauert aber nicht lange, und diese Diebstähle gehören zu Poirots kleineren Problemen.

### Erklärung des Romantitels

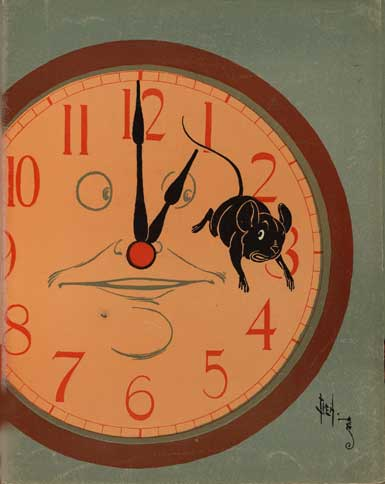
Illustration des Kinderreims von William Wallace Denslow

Der Titel ist, wie auch von anderen Romanen, einem Kinderreim entnommen. Der Reim spielt im Roman aber keine große Rolle, sondern bezeichnet nur die Straße, in der das Studentenheim steht, in dem weite Teile des Romans spielen.
Eine der bekanntesten Versionen des Reimes ist:
Hickory, dickory, dock,

The mouse ran up the clock.

The clock struck one,

The mouse ran down,

Hickory, dickory, dock.

## Handlung
Poirots Aufklärung der Diebstähle erfolgt relativ einfallslos. Nachdem er bei einem gemeinsamen Abendessen gedroht hatte, die Polizei einzuschalten, gesteht Celia Austin die Diebstähle, leugnet aber einige andere Vorfälle.
Sie hatte die kleinen Diebstähle begangen, um die Aufmerksamkeit des Psychologiestudenten Colin McNabb zu erlangen, in den sie sich nach einer gemeinsamen Arbeit verliebt hatte. Sie will ihre Vergehen wiedergutmachen, wird aber am nächsten Morgen tot aufgefunden – gestorben an einer Überdosis Morphium. Dabei wurde der Versuch unternommen, den Tod wie einen Selbstmord aussehen zu lassen, worauf die Ermittler aber nicht hereinfallen.
Zu den Vorfällen, die nicht durch Celias Geständnis aufgeklärt wurden, gehörte der Diebstahl des Stethoskops. Hier stellt sich heraus, dass Nigel Chapman es gestohlen hatte, um sich im Krankenhaus Zugang zum Giftschrank zu erschleichen. Er hatte gewettet, drei hochgiftige Substanzen zu besorgen.
Dann wendet sich Poirot dem Diebstahl des Diamantrings zu. Schnell erkennt er, dass bei diesem der Diamant durch einen Zirkonia ausgetauscht worden ist. Valerie gesteht den Diebstahl, weil sie mit dem Geld Spielschulden begleichen wollte.
Auch Mrs. Nicoletis benimmt sich sehr auffällig und nervös, sie scheint am Rande des Nervenzusammenbruchs. In einer Nacht wird sie betrunken gemacht und ermordet.
Poirot widmet sich nun dem zerschnittenen Rucksack. Bei der Untersuchung eines Vergleichsstückes entdeckt er, dass er einen doppelten Boden hat und für eine internationale Schmuggelaktion verwendet worden sein könnte. Er wurde von unschuldigen Studenten verwendet, die darin Drogen und Juwelen schmuggelten. Organisatorin des gesamten Schmuggels war Mrs. Nicoletis, sie war aber nicht der Chef der Bande.
Poirot verdächtigt Valerie und bittet um eine Razzia in ihrem Schönheitssalon. Dabei werden große Mengen an Drogen gefunden. Nigel Chapman stellt sich als der Mörder heraus. Er tötete Celia, weil sie hinter seine kriminellen Machenschaften gekommen war, und Mrs. Nicoletis, weil er glaubte, dass sie dem Druck durch Poirot und die Polizei nicht länger standhalten würde.
Nachdem sich abschließend herausstellt, dass Mrs. Nicoletis Valeries Mutter war, ist Valerie auch bereit, gegen Nigel auszusagen.

## Personen
- Hercule Poirot, der belgische Detektiv
- Inspector Sharpe, der ermittelnde Beamte
- Miss Felicity Lemon, Poirots Sekretärin
- Mrs. Christina Nicoletis, die Eigentümerin eines Studentenheimes in der Hickory Road
- Mrs. Hubbard, Miss Lemons Schwester und Leiterin des Heimes
- George, Poirots Kammerdiener
- Celia Austin, PTA in der Apotheke des St. Catherines Hospital
- Colin McNabb, ein Student der Psychologie
- Nigel Chapman, ein Student der Geschichte, Bewohner des Heims
- Valerie Hobhouse, eine Bewohnerin des Heimes und Partnerin in einem Schönheitssalon
- Sally Finch, Elizabeth Johnston, Patricia Lane, Genevieve, Jean Tomlinson, Leonard Bateson, Mr. Chandra Lal, und Mr. Akibombo sind Studenten und Bewohner des Heims
- Maria, die Köchin
- Geronimo, Marias Ehemann

## Bezüge zu anderen Werken
Vor der Ankunft Poirots erzählt einer der Studenten, dass er Poirot aus Vier Frauen und ein Mord kennt. Als Poirot dann zu Besuch ist, erzählt er die Geschichte vom Nemeischen Löwen aus dem Sammelband Die Arbeiten des Herkules. In Kapitel fünf erinnert sich Poirot an Vera Rossakoff, die wunderschöne Gräfin aus Die großen Vier. Mr. Entwhistle, einen Anwalt den Poirot befragt, kennt er aus Der Wachsblumenstrauß.

## Trivia
Gegenüber Miss Lemon zitiert Poirot im ersten Kapitel aus „Die sechs Napoleons“, einer Sherlock-Holmes-Erzählung (1904) von Arthur Conan Doyle, und in einem Gespräch mit Mrs. Hubbard erwähnt Poirot im fünften Kapitel den belgischen Schriftsteller Maurice Maeterlinck und erklärt, in seiner Jugend hätten sich Liebespaare (beispielsweise) über dessen Stück „Der blaue Vogel“ (1908) unterhalten.

## Verfilmung
Der Roman wurde für die Fernsehserie Agatha Christie’s Poirot mit David Suchet als Poirot und Pauline Moran als Miss Lemon verfilmt und als zweite Folge der sechsten Staffel am 1. Februar 1995 zum ersten Mal ausgestrahlt. In Übereinstimmung mit dem Rest der Serie wurde das Geschehen in die 1930er Jahre adaptiert.
Eine weitere Verfilmung gab es 2015 für die französische TV-Serie Mörderische Spiele, Staffel 2, Folge 9, unter dem gleichen Titel.

## Wichtige Ausgaben
- 1955, Collins Crime Club (London), 31. Oktober 1955
- 1955, Dodd Mead and Company (New York), November 1955
- 1958 deutsche Erstausgabe im Scherz Verlag in der Übersetzung von Dorothea Gotfurt[4]
- 2002 Neuübersetzung von Jürgen Ehlers[5]

## Hörbücher
- 2005 Die Kleptomanin (Tonträger): Hörbuch; einzige ungekürzte Lesung. Sprecher: Martin Maria Schwarz. Regie: Hans Eckardt. Aus dem Englischen von Jürgen Ehlers: Verlag und Studio für Hörbuchproduktionen (Marburg/Lahn)[7]